# Ouèdèmè
Ouèdèmè est l'un des cinq arrondissements de la commune de Lokossa dans le département du Mono au Bénin.

## Géographie
Ouèdèmè est situé au sud-ouest du Bénin et compte 12 villages que sont Adjigo Kpodave, Adjohoue, Agonkanme, Dansihoue, Djondjizoume, Hlodo, Kinwedji, Medehounta, Monkpa-sedji, Ouedeme Cada, Ouedeme Djanglanmey et Totinga.

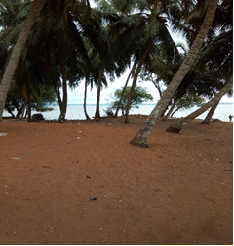
Ouèdèmè.

## Démographie
Selon le recensement de la population de 2013 conduit par l'Institut national de la statistique et de l'analyse économique (INSAE), Ouèdèmè compte 15 075 habitants  .